# Acrojana sciron
Acrojana sciron là một loài bướm đêm thuộc họ Eupterotidae. Loài này được Druce mô tả năm 1887. Loài này có ở Cameroon, Cộng hòa Dân chủ Congo (Katanga), Guinea Xích Đạo và Sierra Leone.